# Миш, Людвиг
Людвиг Миш (нем. Ludwig Misch; 13 июня 1887, Берлин — 22 апреля 1967, Нью-Йорк) — немецкий музыковед и дирижёр.
Родился в семье предпринимателей. В юности занимался музыкой под руководством Фердинанда Хуммеля, однако по настоянию отца поступил в Берлинский университет и получил профессию юриста, а в 1911 г. и степень доктора права. Одновременно с этим изучал в университете теорию музыки у Германа Кречмара, а позднее учился также в Консерватории Штерна у Вильгельма Клатте (теория), Карла Шрёдера (дирижирование) и Павла Луценко (фортепиано).
В 1909—1913 гг. публиковался как музыкальный критик во «Всеобщей музыкальной газете», в 1913 году выпустил книгу об Иоганнесе Брамсе. В 1913—1921 гг. подвизался как дирижёр оперетты в театрах Берлина, Оснабрюка, Ахена, Эссена, Страсбурга, Бремена. В 1922 г. вернулся в Консерваторию Штерна как преподаватель, в 1925 г. вместе со своим учителем Клатте подготовил книгу, посвящённую 75-летию консерватории. В 1925—1933 гг. сотрудничал с Берлинским филармоническим оркестром как автор текстов к концертным программам.
С приходом к власти нацистов был, ввиду еврейского происхождения, отстранён от всей прежней деятельности и продолжил печататься исключительно в еврейских газетах, преподавать в учебных заведениях для евреев, руководил еврейским хором. Тем не менее до самого конца Второй мировой войны Миш так и не оказался в концентрационном лагере, поскольку был женат на немке. По окончании войны вновь преподавал в Консерватории Штерна, однако в 1947 г. был по неизвестным причинам арестован советскими оккупационными властями и после освобождения эмигрировал в США, где продолжил преподавать и работал кантором в синагоге. Поздние исследования Миша, опубликованные в ФРГ и в США, были посвящены Людвигу ван Бетховену и, в частности, его эпистолярному наследию.